# Transcultura
L'Institut international Transcultura appelé communément Transcultura est un réseau universitaire international créé en 1988 par Umberto Eco et Alain Le Pichon.
Il a pour principales missions :
- D’organiser et développer la pratique d’une anthropologie réciproque entre l’Europe et les aires culturelles non occidentales en vue de susciter de nouvelles approches de l’évolution des sociétés ;
- D’organiser des équipes mixtes de chercheurs venant de pays européens et de pays d’Afrique, d’Amérique latine et d’Asie, afin de mener des travaux de recherche ;
- D’engager une réflexion interculturelle sur les transformations du monde contemporain ;
- D’organiser échanges, études, recherches sur le terrain, rencontres, stages, colloques, séminaires.

En 2001, ce réseau inter-universitaire de chercheurs, se constitue en Observatoire transculturel européen. Parallèlement les organisations chinoises impliquées dans l'Institut (Académie chinoise des sciences sociales, université de Pékin, université Tsinghua) renforcent leur organisation propre et créent la revue Dialogue Transculturel (1998).

Dans la période suivante (1997-2004) Transcultura s’implique essentiellement dans des projets de logiciels de traduction français–chinois, dans l’organisation du campus numérique Tr@nscultur@ (université Paris-VIII), et dans la mise en place du Laboratoire d’anthropologie transculturelle (université Paris-VII).

Entre 2005 à 2007, naissent les Observatoires Transculturels Indien, Malien et Chinois; ce dernier, matériellement autonome, a sa place au sein de l’Académie Chinoise des Sciences Sociales - Région du Henan, en 2008, en tant qu'Institut Chinois Transcultura.
Le Forum Euro-Chinois de la Culture est, depuis 2010, une priorité pour Transcultura.

En 2010 par le Président Barroso et le Premier ministre Wen Jiabao, décident d’instituer le Forum Euro-Chinois Transculturel, pour marquer la volonté de l’Europe et de la Chine de produire un débat libre sur les grands thèmes et problèmes d’intérêt commun. En octobre 2010, Transcultura est chargé de l'organisation académique du premier « EU-China High Level Cultural Forum », lancé à Bruxelles par la Commission européenne et le Ministère Chinois de la Culture pour rassembler, dans une approche transculturelle, des grands penseurs chinois et européens réfléchissant à ce qui peut fonder une alliance de civilisation Euro-Chinoise.
Le forum de 2011 se tient à Pékin, avec pour thème l’urbanisme. Le forum de 2012 se tient à Paris, au Louvre, il a pour thème « Quel avenir pour le patrimoine ? À la recherche de convergences ». Il s’ouvre à des échanges sur la composante esthétique des œuvres et des « arts de vivre ».
En 2013 le Forum regroupera le Forum académique et scientifique et des échanges culturels et artistiques sur les Rites et Arts de vivre. Les deux approches pourraient donner corps à un projet de Musée Transculturel en réseau.
Les statuts juridiques de Transcultura ont évolué au cours du temps pour s’adapter aux besoins et aux pratiques.

L’association était à l’origine de droit belge, elle a créé un établissement principal en France en 1996 qui a conduit les activités de l'Institut. En 2012, l’Institut international Transcultura devient une association de droit français (loi de 1901), en même temps qu’est créé le Fonds de dotation Transcultura conçu pour faciliter la collecte de dons des particuliers et des entreprises mécènes.

## l'Histoire et les réalisations de Transcultura

### 1982-1986: les débuts de l'ethnologie transculturelle
Un colloque «Culture de Traditions Orales» ouvert par L.S. Senghor, organisé à Brest du 12 au 17 juin 1982, sur une double initiative sénégalaise et française, met en évidence deux impératifs pour fonder un nouvel ordre d'échanges internationaux en sciences humaines : faire fructifier le «savoir anthropologique» spécifique des cultures de traditions orales et mettre en place dans ce but, une réciprocité de la démarche anthropologique en suscitant, entre autres, des programmes d'ethnologie des sociétés du Nord par des chercheurs des pays du Tiers-Monde.

Cette rencontre de Brest aboutit au projet d'un Centre international d'étude et de recherche des Cultures de tradition orale fondé sur un axe Brest-Dakar.
Les responsables français et sénégalais du projet proposent un «programme d'ethnologie de la France par des chercheurs du Tiers-Monde» étendu à l'ensemble du Territoire français.
La coordination scientifique en Afrique en est assurée par Papa Massène Sene, et en France par Alain Le Pichon. La Maison des Sciences de l'Homme en assure la gestion. Une première phase a lieu en 1983. 5 chercheurs désignés par leur institution d'origine ont effectué une première mission de recherche.
Massaër Diallo (Sénégal — Centre d'Étude des Civilisations) s’est intéressé à l’insertion des communautés d'immigrés en provenance du Sahel dans la région parisienne.
Samba Sar (Sénégal - Archives Culturelles) a conduit une étude ethnolinguistique d'un parler provençal le Niçard.
Oumar Ba (Mauritanie — Institut de langues nationales) a étudié «Ethnonymes, toponymes et anthroponymes de la ville de Bordeaux»
Moussa Sow (Mali — Institut des Sciences Humaines) s’est intéressé à «la médecine parallèle dans un village du Médoc, Vendays. »
Dédé Romule (Madagascar, Institut de sociologie de l'université d'Antananarivo) a observé transfert de technologie et exode rural dans un village catalan, Maureilhas.

Massaer Diallo retrace son expérience dans le livre « Un regard noir  - les Français vus par les Africains » coécrit avec Blaise N'Djehoya, un jeune journaliste camerounais.
Un séminaire d'évaluation se tient à Bamako, à l'Institut des sciences humaines du Mali en octobre 1986.
Il n'y a pas de publication immédiate et systématique des travaux, les chercheurs africains se refusant aux rapports que les institutions de la recherche française attendent d'eux, récusant le principe d'une évaluation par une instance française mais un rapport final est produit par Alain Le Pichon.

### 1988-2001: la constitution du réseau Transcultura
En 1988 à l’occasion du 9e centenaire de l’université de Bologne Umberto Eco et Alain le Pichon, Wan Ming Ming et quelques autres décident de créer l’association Internationale Transcultura - Institut international pour une connaissance réciproque alors que la globalisation n’est pas encore une évidence partagée, ils proposent le renversement du « regard colonial » qui a trop longtemps marqué l’anthropologie. Pour eux la globalisation ne porte pas l’uniformisation de l’humanité mais au contraire une multiplication sans égal des mondes, des cultures et des altérités de proximité.
L’association créée, de droit belge, à son siège à Ottignies en Belgique.
Les 25-26-27 mai 1988, Transcultura organise à Louvain-la-Neuve son premier colloque : Connaissance et Réciprocité. Les grands thèmes abordés sont : Identité, Multiculturalisme, Communication interculturelle, l’Altérité en philosophie, Autrui, Sémiotique et anthropologie.Les participants se proposant de confronter à travers la diversité des cultures et de leurs jeux de langage, la vision réciproque qu’elles ont les unes des autres, et, peut-être, de réduire ainsi les malentendus qui peuvent en surgir, le débat engagé tente de répondre à la double exigence d'établir des passerelles entre les pôles de notre condition humaine: universalité et diversité. Seule la pratique très ouverte d'une anthropologie réciproque, une véritable hospitalité accordée à des modes de connaissance étrangers les uns des autres, une grande attention à leurs diverses modalités d’expression, dans les différents registres de la vision que la culture ont les unes des autres, en deçà et au-delà des sciences humaines, mais les comprenant, peuvent relever ce défi.
Lors de la troisième journée d'entretiens, nombreux sont les témoignages qui soulignent la part irréductible de l’incommunicable qui échappe à toute analyse lorsque l'altérité se manifeste par l'esthétique et le sacré.
Durant la période 1988-1989 se déroule le projet « Sguardi venuti da lontano »
L'objectif est de tenter une mise en perspective de modèles et de visions procédant de ces modèles, aussi éloignés de celles des européens que possible. Ainsi sont invités un conteur Peul et un linguiste de l’Université Zongshan de Canton. En conclusion de ces travaux se tient à Bologne, en 1989, le colloque «Frontières dans la représentation de l’autre ». En retour est organisé par l’Université Zongshan de Canton le Colloque «Stratégies pour une connaissance réciproque», en février 1991, ouvrant à l’interrogation de l’anthropologie réciproque l’immense horizon de la culture chinoise. Ce colloque de Canton est la première rencontre culturelle internationale organisée en Chine avec le soutien de l’Europe après les événements de Tian An Men.

Dans l’intervalle, en Juin 1990, se tient à Louvain la Neuve un Colloque sur « L'hospitalité ».
Plusieurs séminaires et colloques se tiennent durant les années 1991 et 1992 dont il reste peu de traces : En Juin 1991 - en partenariat avec l'Unesco un colloque organisé par l’Institut universitaire européen «Florence, Signes d'Orient / Signes d'Occident», en avril à Saint Jacques de Compostelle - Université de La Corona 1992, un Séminaire « Pour une anthropologie réciproque des religions », en juin 1992, un Colloque organisé par le Département d'anthropologie de l'Université et par Transcultura sur les « Strategies for a mutual understanding ».
En juin 1993 est mis en place un Séminaire Itinérant en Chine: « Malentendus dans la recherche de l’Universel » qui sous la conduite d’un groupe de chercheurs de l’université Zongshan, va de Canton à Xi'an, aux grottes de Dong Huan, dans le désert de Gobi, et jusqu’à Turufan, dans le Turkestan chinois, sur la Route de la Soie, puis à Pékin et à Macao.
L’ouvrage La Licorne et le Dragon - Malentendus dans la Recherche de l'Universel regroupe l’ensemble des contributions au colloque «La route de la soie», réunissant des savants et intellectuels chinois, français, japonais et américains, qui s’est déroulé en Chine au cours de l’été 1993 à l’initiative de Transcultura et de l’université de Pékin. Il est publié pour la première fois en Chine, en 1995, par les Presses Universitaires de Pékin et par l’association Éditions-Diffusion Charles Léopold Mayer.
Durant les années 1994-1996 l’Union européenne soutien le programme Europe/China: New perspectives in Economy. Le Programme génère 14 rapports sur la perception réciproque des relations économiques euro-chinoise. En 1995 le séminaire de Macao « Europe / China - New perspectives in Economy I », puis, les Colloques de Canton et de Macao « Europe / China - New perspectives in Economy II l’année suivante (1996) présentent les résultats avec la contribution d’un réseau d'entreprises chinoises et européennes.
En 1996, l’association de droit belge Institut International Transcultura crée un établissement principal en France dont le siège est à Paris. C’est cet établissement qui dès lors pilotera l’activité de l’Institut.
Cette même année, lors de la rencontre internationale coorganisée par l’Université de Pékin, l’Université de Nankin et la Fondation Charles Léopold Mayer (FPH), l’idée de créer la revue Dialogue Transculturel voit le jour. Elle sera réalisée en octobre 1998. La mission première de la revue est d’approfondir le dialogue interculturel entre la Chine, l’Europe et le reste du monde en vue d’une meilleure compréhension réciproque de part et d’autre, de sensibiliser l’opinion chinoise à la responsabilité planétaire que la Chine doit assumer à l’égard du devenir de l’humanité. Elle est placée sous la codirection de Yue Daiyun, professeur à l’Université de Pékin et Alain le Pichon, président de la Fondation Trancultura. Éditée et diffusée d’abord par les Éditions culturelles de Shanghai (numéros 1–16), ensuite par les Éditions du Peuple de Jiangsu, 24 numéros en tout sont sortis jusqu’en mars 2009. Trois numéros condensés Alliage–Dialogue (Éditions du Seuil) issus de la collaboration éditoriale entre Dialogue Transculturel, Transcultura et Alliage, ont été publiés en français par l’association ANAIS avec le soutien de la Bibliothèque Interculturelle lancée à l’initiative de la Fondation Charles Léopold Mayer (FPH).
Le programme « logiciels de traduction Français – chinois » débute en 1997 avec l'université Tsinghua, les Dictionnaires Le Robert et le Ministère de I ‘Éducation nationale. Il prendra fin en 2004.
Durant la période 1997-2000 de nombreuses conférences sont organisées avec une exploration de nouveaux sujets et l’évaluation de futurs projets:
- « Anthropologie du pèlerinage » en octobre 1997 lors du séminaire itinérant de Saint Jacques de Compostelle,
- « Université sans murs euro-chinoise » en juin 1998 lors d’un Séminaire à l’université de Cergy-Pontoise),
- « Comportements culturels et sciences de la nature » en Septembre 1998 lors du Séminaire de Bologne, à l'Istituto di studi superiori de l'université de Bologne, sous la présidence de Umberto Eco.
- « Anthropologie des frontières » en décembre 1998 - Colloque de Kyoto, avec l'Institut d'études japonaises de Kyoto

Les Séminaires épistémologiques de Tombouctou et Mopti (Mali) consacrés aux « Modèles culturels de la connaissance scientifique », en février 2000, sous la présidence de Umberto Eco fournissent l'occasion de rédiger le Manifeste de Tombouctou, déclaration inspirée par des débats et discussions du colloque et en particulier les apports de Umberto Eco, Ivar Ekeland, François Jullien, Alain le Pichon, Gustavo Martin-Prada, Moussa Sow, Wang Mingming, Zhao Tingyang.
Les projets d’Observatoires transculturels prennent forme ainsi que l’idée de constituer une encyclopédie transculturelle des mots et concepts clés.

### 2001-2009: les observatoires Transcultura, le campus numérique Tr@nsultur@
Transcultura organise au Parlement Européen, à Bruxelles, le 15 novembre 2001, les Premières Assises Internationales de la Connaissance Réciproque, sous le patronage de Romano Prodi et la présidence scientifique d’Umberto Eco.
Le mot clé choisi pour cette première conférence est «l'empire».

En conclusion des Assises, la décision de créer un Observatoire Transculturel Européen st prise, la Commission Européenne soutien l'initiative.

Ce réseau d'observation réciproque entre cultures européennes et non européennes s'organise autour de trois axes principaux :
- Euro-Asiatique : Chine (Tsinghua /Université de Pékin / Académie des Sciences Sociales), Inde (IIT Bombay, Université Nehru – Dehli), Iran (Université de Téhéran)
- Euro-Méditerranéen : Université d'Alger, Université de Rabat
- Euro-Africain : Institut des Sciences Humaines - Bamako, Mali

La création de l’Observatoire transculturel européen (OTE) a l’ambition de contribuer à une réponse globale de l’Union Européenne aux défis et aux exigences des temps présents : Comment les cultures du monde méditerranéen, indien, africain ou chinois perçoivent-elles l’Union Européenne ? Qu’en attendent-elles ? Quelles doivent être les conditions d’un partenariat équilibré avec les États et les sociétés civiles inscrits dans ces aires culturelles ? Quelles sont entre elles les affinités et les tensions ?

L'Observatoire Transculturel Européen est basé à Merzig (Sarre) et il doit contribuer à la mise en œuvre du réseau des Observatoires Transculturels, en Inde (OTI), au Mali (OTA) et en Chine (OTC).

Les principaux organismes européens impliqués sont l’institut Transcultura, l'Institut d'études supérieures de l'université de Bologne, l'université de la Sarre, et un réseau d'universités françaises, autour de l’université Paris-8, en partenariat avec le lycée Louis-le-Grand (associant les élèves des classes préparatoires). 

L'Institut d'informatique et droit de l'université de la Sarre, sous la direction du Prof. Maximilian Herberger (de), qui est membre du conseil scientifique de l'Institut Transcultura, assure la coordination du programme financé par l’Union européenne (Europe Aide).
Le Campus numérique Tr@nscultur@. Dans le cadre de l’appel d’offre « Campus numériques français » du ministère de l’Éducation nationale et du ministère de la Recherche en 2000, 2001 et 2002, le projet de campus numérique Tr@nscultur@ est un des nombreux projets labellisé et se met en place.Le projet vise à mettre en œuvre des méthodes interactives pouvant favoriser les contacts avec des pays dont les usages culturels et commerciaux posent problème lors de négociations, en particulier la Chine. Il implique les universités Paris-l (Alain le Pichon), Paris 8 (Geneviève Jacquinot), Paris 7 (Patrick Deshayes), l’ENST (Nadjy Nackna), l’université d'Aix Marseille 2 (Christine Chaigne), et l’université de la Sarre.
Un Diplôme Universitaire est mis en place par Paris-8, il a pour thème l’anthropologie réciproque.

C'est dans le contexte de tr@nscultur@ que se tient en novembre 2001 un Séminaire à Pékin (Académie chinoise des sciences sociales) consacré au Concept d'horizon et à la mise en perspective des modèles de connaissance.
La Conférence internationale sur «la connaissance universelle et langage - Universal knowledge and languages, a lieu au Fort Aguada Beach Resort de Goa, du 25 au 29 novembre, 2002. La Conférence est organisée conjointement par la Fondation UNDL de Genève, l’Institut international Transcultura, et l'Indian Institute of Technology de Bombay.
La Conférence travaille sur l'interdépendance de la langue, des connaissances et de la culture de la philosophie aux perspectives d'ingénierie.
Tr@nscultur@ organise une importante mission en Chine du 2 au 11 décembre 2002 qui permet d'évaluer les collaborations chinoises possibles.
Les 14 et 15 février 2003 se tient le colloque international « L'Empire et la Paix », sous la présidence d'Umberto Eco. Il est Organisé à Paris par la Cité des sciences et de l'industrie, l'Institut international Transcultura et le Campus numérique de Tr@nscultur@ (Avec le soutien de la Commission européenne, de l'Ambassade de la République Islamique d'Iran, des universités Paris 7 et Paris 8, l'ENST et de Négocia et en partenariat avec les Dictionnaires Le Robert). Il propose une approche transculturelle des mots, concepts et représentations de la paix et de l'empire.
Le Colloque inaugural de l’Observatoire transculturel européen se tient le 28 mai 2004 au Conservatoire national des arts et métiers de Paris avec le soutien du ministère des Affaires étrangères, de la Commission européenne et de l’État de la Sarre, sous la présidence d'Umberto Eco. Ce colloque « La mesure de la mesure » ou « le mètre sans maître » - Questions autour du Pendule de Foucault précise et poursuit l’objectif de constituer progressivement une « Encyclopédie transculturelle des mots et concepts clés », tout en en élaborant les supports techniques informatiques et multimédia, et d’identifier les points critiques des relations culturelles et scientifiques entre l’Union européenne et ses partenaires non européens.

Les 1er et 2 octobre la même année se tient le Colloque international de Merzig (Sarre), le Droit et la Paix, sous la présidence d'Umberto Eco qui développe de nouveaux mots et concepts clés.
L’année suivante, en juillet 2005, c’est à nouveau à Merzig que se tient le Colloque: La Règle du jeu. Les débats sont retranascrits dans l’ouvrage de Martina Ghosh-Schellhorn « Jouer selon les règles du jeu - Playing by the Rules of the Game - Spielen nach den Spielregeln (Livre numérique Google).
Les Deuxièmes Assises Internationales de la Connaissance Réciproque ont lieu en Inde (IIT, Bombay, JNU, Delhi, IFP Pondichéry), du 17 au 24 octobre 2005 sous la présidence de Umberto Eco.Les assises sont conçues comme un séminaire itinérant en trois étapes:
- La première (17 au 19 oct.), à Goa, (l'IIT de Bombay, l'université de Goa et de l'université de Bombay) met l'accent sur les concepts de l'altérité, de la réciprocité et la connaissance réciproque dans les sociétés multiculturelles, et leurs applications possibles aux méthodes de communication transculturelle.
- La deuxième (20 au 22 oct), établie à l'Institut français de Pondichéry, débat autour du mot-clé «connaissance» y inclus la connaissance scientifique, dans une approche épistémologique de différents modèles possibles de la connaissance, dans les domaines de l'éthique et l'esthétique, épistémologie, et d'anthropologie, de la philosophie, de la sociologie et de la politique.
- La troisième session, en conclusion du Congrès (le 24 octobre), se tient à Delhi (Jawaharlal Nehru University), après un débat interne et des discussions avec un public d'étudiants.

2006 est une année importante pour l’Inde, avec le lancement de l'Observatoire Transculturel indien en novembre 2006 et l’organisation du Symposium Europe-Inde, sous la présidence d'Umberto Eco au palais des Beaux-arts de Bruxelles.
Les 5 et 7 mars 2007 se tient à Pékin la conférence Ordre et Désordre, nouveaux concepts de guerre et de paix (War and peace, Humans and Rights, Social Justice and Harmony), sous la présidence d'Umberto Eco, coorganisée par Transcultura et par l’Académie chinoise des sciences sociales. Ces travaux poursuivent la construction d'une encyclopédie des mots et concepts clés.

Deux séminaires et un colloque sont organisés en 2007, le premier séminaire traite « d'anthropologie réciproque, Perception de l'autre», il se tient en mars à l’université de Pékin le second de « Mathématiques et culture », il se tient en Octobre à Merzig. Le colloque Anthropologie des cultures globalisées -Terrains complexes et enjeux disciplinaires se tient à l’Université de Laval.

Deux conférences sont organisées en 2008 : « Cultures de gouvernance : valeurs universelles différentes interprétations » en octobre à Académie Chinoise des Sciences Sociales de Pekin, Cultures de gouvernance et résolution des conflits en novembre à Delhi et Shimla en Inde (avec le soutien de la Commission européenne et de l’Indian Institute of advanced Studies.
Le 24 novembre 2009, l’Institut international Transcultura organise à Paris une Rencontre internationale avec pour sujet « La Crise : approches transculturelles ? » et un dialogue avec Wang Mingming : « Temps de crise ou crise du temps »

### 2010-2013: les Forum Euro-Chinois de la Culture
En 2010 par le Président Barroso et le Premier ministre Wen Jiabao, décident d’instituer le Forum Euro Chinois Transculturel, pour marquer la volonté de l’Europe et de la Chine de produire un débat libre et réciproque sur les grands thèmes et problèmes d’intérêt commun. 

L'Institut Transcultura est chargé de l'organisation académique les 6 et 7 octobre 2010 du premier « EU-China High Level Cultural Forum », lancé à Bruxelles par la Commission Européenne et le Ministère Chinois de la Culture pour rassembler, dans une approche transculturelle, des grands penseurs chinois et européens. pour réfléchir à ce qui pourrait fonder une alliance de civilisation euro-chinoise. 

Le forum de 2011 se tient à Pékin, avec pour thème « Inventing cities » - la ville et l’urbanisme. 

Le forum de 2012 à Paris, au Louvre, a pour thème « Quel avenir pour le patrimoine ? À la recherche de convergences ». Il s’ouvre à des échanges sur la composante esthétique des œuvres et des « arts de vivre ».
En septembre 2012, un fonds de dotation « Transcultura » est créé pour faciliter la recherche de donateurs et de mécènes.

## Perspectives et évolution
En 2013 le quatrième Forum euro-chinois de la Culture combinera le Forum académique et scientifique, comprenant un débat de philosophie politique sur les modèles de société et des échanges culturels et artistiques sur les Rites et Arts de vivre. Les deux approches pourraient converger dans un projet de Musée Transculturel en réseau.
L’institut Transcultura est convaincu que les sujets « Rites et Arts de vivre » avec leurs dimensions culturelles et esthétiques sont un complément important à la vision sociologique et ethnologique de l’Institut.

## Partenariat Institut International Transcultura /École centrale de Lyon

Transcultura

Une convention a été signée entre l'École centrale de Lyon et l'Institut International Transcultura pour une connaissance réciproque des Sciences et Technologies de l'Ingénieur. Cette collaboration a pour objectif d'animer et développer un réseau universitaire mondial d'Observatoires transculturels sur les Sciences et Technologies de l'Ingénieur. L'objet de ce réseau est de développer des méthodologies transculturelles d'analyse appliquées aux échanges scientifiques, technologiques, industriels et économiques.
Un Centre Transculturel a été mis en place à l'Université BUAA (Beihang University of Aeronautics & Astronautics) en 2011. En 2013 sera institué un centre de recherches sur l'enseignement supérieur généraliste transculturelle, où coopéreront les Écoles Centrales et l'Institut International Transcultura.
Depuis 2010, des séminaires internationaux sur les enjeux transculturels de l'ingénierie sont intégrés chaque année au wokshop du LIAM2CIS (Laboratoire International Associé en Mécanique, Matériaux, Contrôle et Science de l'Information, créé conjointement par le groupe des Écoles Centrales/CNRS - Beihang University/National Laboratory of Aeronautic Science and Technology), en France ou à Pékin. En décembre 2012 s'est tenue une session plénière "Transculture and Innovation" à l'École centrale de Lille qui marque une étape dans la collaboration franco-chinoise sur les enjeux transculturels des sciences et technologies contemporaines.

## Organisation
L’Institut International Transcultura réunit au moins une fois l’an l’assemblée générale de ses membres. La gestion est assurée par un conseil d’administration. Un conseil scientifique émet des avis et des recommandations au Conseil d’Administration.

### Conseil d'administration
Président d'honneur : M. Alain le Pichon

Présidente : Mme Tinka reichmann,

Secrétaire Général : M. Liang SHAO 

Vice Président Inde : M. Balveer Arora 

Vice Président Chine : M. Huang Ping (chargé des Publications) 

Vice Président Afrique : M. Moussa Sow 

Vice Président Anthropologie et mémoire visuelle et Trésorier : M. Patrick Deshayes 

Administrateur : Ahmed Djebbar (chargé des Programmes Scientifiques)

Administrateur : Jean-Luc Mathon

Administrateur : Mme Prune Berge 

Administrateur : Mme Nicole Lapierre 

Administrateur : M. Inaga Shigemi 

Administrateur : M. Alain Bertho

Administrateur : M. Hervé Jouanjean Directeur général du Budget à la Commission européenne 

### Conseil scientifique
Président : M. Umberto Eco
Membre : Balveer Arora （Inde) 

Membre : Ahmed Djebbar (Algérie) 

Membre : Patrick Deshayes (France) 

Membre : Maximilian Herberger (de) (Allemagne) 

Membre : Shigemi Inaga (Japon) 

Membre : Hervé Jouanjean (France) 

Membre : Alain Le Pichon (France) 

Membre : Jean-Marc Lévy-Leblond (France) 

Membre : Huang Ping (Chine) 

Membre : Amidou Maiga 

Membre : Ali Paya (Iran) 

Membre : Vincent Pomarède (France) 

Membre : Tinka Reichmann (Allemagne) 

Membre : Jesus Garcia Ruiz (Guatemala) 

Membre : Liang SHAO (France) 

Membre : Jean-Marc Terrasse (France) 

Membre : Joel Vallat (France) 

Membre : Wang Mingming (Chine) 

Membre : Wang Libing (Chine) 

Membre : Yue Dayun (Chine) 

Membre : Zhao Tingyang (Chine)   

Membre : Romain Philippe Pomedio (France)

### Le Fonds de dotation Transcultura
Le Fonds de dotation Transcultura créé le 22 septembre 2012 est destiné à la collecte de dons de particuliers et d’entreprises (mécénat). Les fonds obtenus sont redistribués en fonction des projets présentés par l’Institut International Transcultura et par les partenaires de ces structures, en particulier celles œuvrant pour étendre le réseau Transcultura (Amérique du Sud, Inde Afrique).

Il est administré par un conseil d’administration indépendant, son siège social est à Paris : lycée Louis-le-Grand, 123, rue Saint-Jacques, 75005 Paris.